# 용마폭포공원

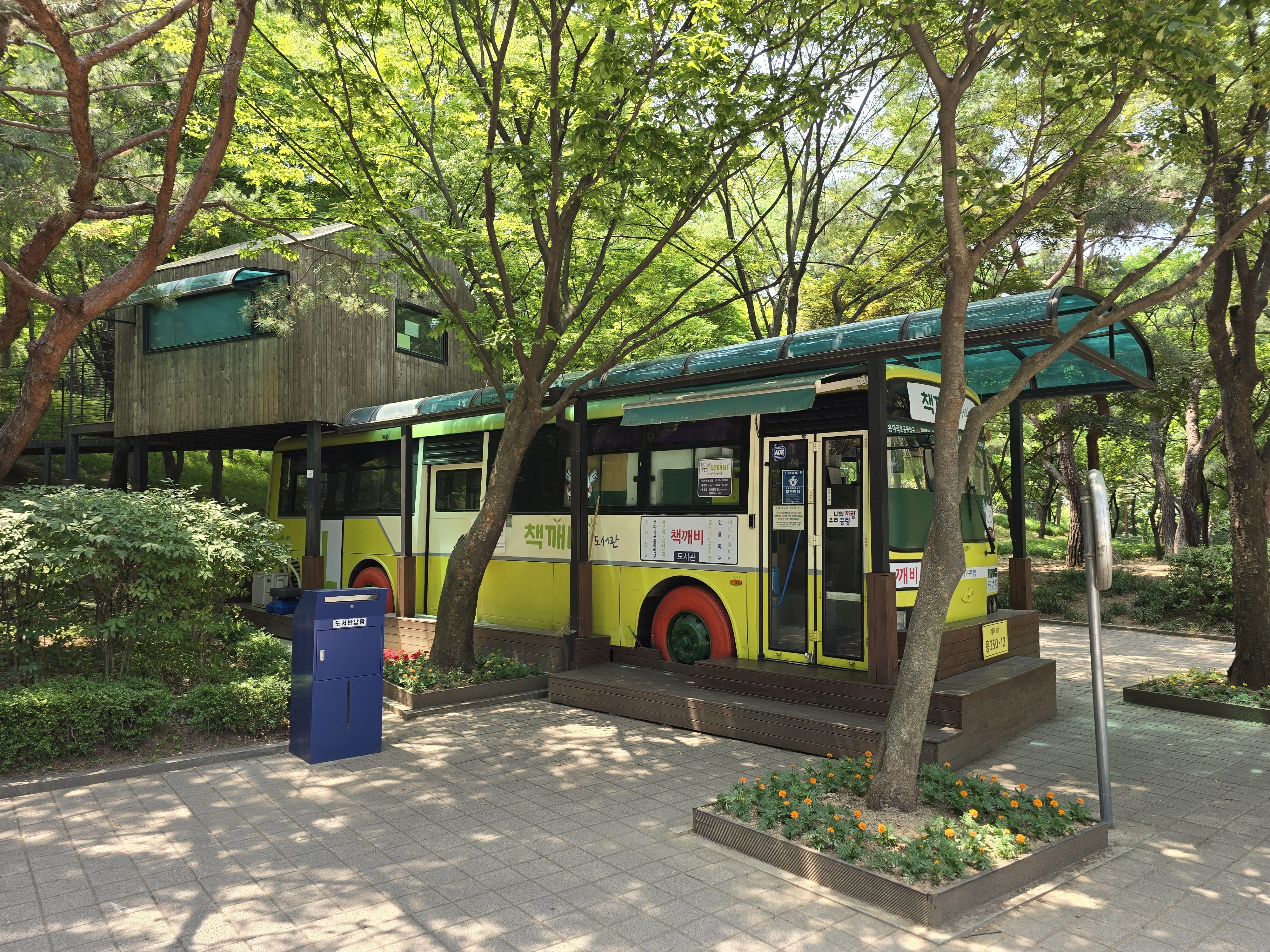

용마폭포공원(龍馬瀑布公園, Yongma Waterfall Park)은 대한민국 서울특별시에 있는 공원 및 스포츠 시설이다. 용마산 중턱 347m에 있으며, 5만 여 평의 채석장 부지에 1993년 5월에 조성됐다. 축구장, 테니스장, 게이트볼장, 배드민턴장, 잔디광장 등이 있어 지역 주민들의 휴식공간으로 이용된다. '용마돌산공원'으로 개장한 후, 높이 51m의 인공 폭포가 조성되면서 1997년 5월 10일에 '용마폭포공원'으로 명칭을 변경했다. 좌측에는 21.4m의 청룡폭포, 우측은 21m의 백마 폭포, 7백여평의 연못 등이 설치되어 있다. 경기장 시설은 인조잔디 필드가 갖춰진 경기장이며, 2007년 10월 12일에 준공되었다.

## 참고 문헌
- “용마폭포공원”. 중랑구시설관리공단.
- 〈용마폭포공원〉. 《두피디아》. 두산.
- 《2023 전국 공공체육시설 현황 (2022년 12월말 기준)》. 대한민국 문화체육관광부. 2024.
- 이희동 (2006년 11월 16일). “평생 잊지 못할 용마산의 일몰”. 오마이뉴스.